# Флаг Сысертского муниципального округа
Флаг Сысе́ртского городского округа — опознавательно-правовой знак муниципального образования, составленный и употребляемый в соответствии с правилами вексиллологии и служит символом Сысертского городского округа как муниципального образования и города Сысерти, как центра Сысертского городского округа Свердловской области Российской Федерации, символом единства его населения, прав и процесса местного самоуправления.
Флаг утверждён 29 октября 2002 года как флаг муниципального образования Сысертский район (после муниципальной реформы — Сысертский городской округ) и внесён в Государственный геральдический регистр Российской Федерации с присвоением регистрационного номера 1117.
29 мая 2008 года было утверждено новое Положение о гербе и флаге Сысертского городского округа.

## Описание
«Полотнище с соотношением сторон 2:3, составленное лазоревой, белой и зелёной полосами, имеющими ширину 7/10, 1/20 и 1/4 соответственно.
По центру полотнища помещено изображение гербовых фигур (цапли на мельничном колесе и сосен), исполненное белым, жёлтым, синим и чёрным цветами и занимающее 7/8 от высоты полотнища. Оборотная сторона полотнища зеркально воспроизводит лицевую».

## Обоснование символики
Синий цвет служит символом чистоты, благородства и мирного труда, соотносится с образом ясного неба.
Зелёный цвет — знак богатств природы и сельского хозяйства.
Две сосны напоминают о давней славе и качестве местных мачтовых лесов.
Цапля — старое заводское клеймо заводчиков Турчаниновых.
Мельничное колесо указывает на тесно связанное с развитием города производство гидротурбин.